# Leos Carax
Pour les articles homonymes, voir Dupont ou Dupond.
Alex Dupont, dit Leos Carax, est un réalisateur français né le 22 novembre 1960 à Suresnes.
Connu pour ses œuvres oniriques qui mélangent bizarrerie et tragédie, il réalise notamment les longs métrages Les Amants du Pont-Neuf (1991), Holy Motors (2012) et Annette (2021). Metteur en scène peu prolifique, il reste à deux reprises plus de 10 ans sans sortir de films.
Nommé cinq fois aux César, il devient le premier réalisateur français à remporter le César de la meilleure réalisation pour un film musical avec son film Annette.

## Biographie

### Famille et vie privée
Alex Christophe Dupont est le fils de la journaliste américaine et critique de cinéma Joan Osserman-Dupont (International New York Times) et du journaliste scientifique franco-américain Georges Dupont,. Il est d’origine franco-allemande par son père, russo-américaine et juive par sa mère.
Il a une fille, prénommée Anastasija et dite Nastya Golubeva Carax, née en 2004, de son union avec l'actrice russe Katerina Golubeva, qui se suicide sept ans plus tard à l'âge de 44 ans (elle est, d'autre part, la mère de la Lituanienne Ina Marija Bartaitė, née en 1996 et morte en 2021).
Son nom d'artiste est une anagramme mélangeant Alex, qui est son vrai prénom — et celui du personnage principal de la plupart de ses films — avec Oscar, qui est souvent pris pour une référence à l'Oscar du cinéma, à tort, comme il l'explique lui-même : « J'ai changé de nom quand j'avais 13 ans, donc ça n'a rien à voir avec les Oscars comme les gens me demandent parfois ».

### Jeunesse
Dès son enfance, Leos Carax apprécie le cinéma et particulièrement « les femmes filmées » : il se passionne notamment pour Marilyn Monroe. Dans le même temps, son parcours scolaire est assez chaotique : « J'étais assez voyou. ». Il gagne son argent de poche en allant voler des disques au centre commercial de La Défense pour les revendre à ses camarades de lycée, selon les listes de demandes qu'ils lui font. C'est ainsi qu'il fait de nombreuses découvertes musicales. Ses idoles rock sont David Bowie et Iggy Pop.
À la fin des années 1970, il suit des cours au centre Censier de l'université Paris-III, où il rencontre Serge Daney et Serge Toubiana, qui l'introduisent aux Cahiers du cinéma ; il n'y reste que peu de temps. Il commence le tournage d'un film : La Fille rêvée, avec de petits moyens ; mais l'entreprise s'achève quand un projecteur cassé met le feu aux rideaux du restaurant chinois où l'on tourne une des scènes,.

### Premiers films
Leos Carax arrive ensuite à terminer Strangulation Blues, un court-métrage de dix-sept minutes, en 1980. Son univers poétique urbain, son style sensible et son lyrisme en font un des réalisateurs français les plus prometteurs au début des années 1980[Selon qui ?].
Il reçoit le Grand Prix du court métrage du Festival international du jeune cinéma de Hyères, en 1981. Il réalise ensuite Boy Meets Girl (1984), avec Denis Lavant et Mireille Perrier. L'intrigue est simple : la nuit, dans une ville, un garçon et une fille déambulent chacun de leur côté, font une série d'étranges rencontres, finissent par faire connaissance, se parlent et tombent amoureux, mais leur rencontre s'achève de manière tragique et brutale. Le film, tourné en noir et blanc, est parsemé de références notamment à Jean-Luc Godard, Jean Cocteau et D. W. Griffith, et sera remarqué pour son ton poétique et l'énergie de sa mise en scène. Le film est présenté à la Semaine de la critique au Festival de Cannes 1984. Libération écrit à l'époque : « Un frêle fantôme hante tout le festival. »
Il réalise ensuite Mauvais Sang en 1986, avec Denis Lavant, Juliette Binoche tout juste révélée dans Rendez-vous d'André Téchiné, Michel Piccoli, et les débuts d’actrice de Julie Delpy, poème d'amour lyrique niché dans un polar. C'est l'histoire d'Alex, jeune homme engagé par des gangsters pour un casse, qui tombe amoureux d'Anna, la maîtresse du chef. Le titre est une référence au poème Mauvais Sang qui ouvre Une saison en enfer d'Arthur Rimbaud.
Sa présence spectrale est renforcée encore à l’époque par son refus de de se laisser photographier par la presse. Peu d’images de lui circulent lors de la promotion de Mauvais sang.

### Reconnaissance

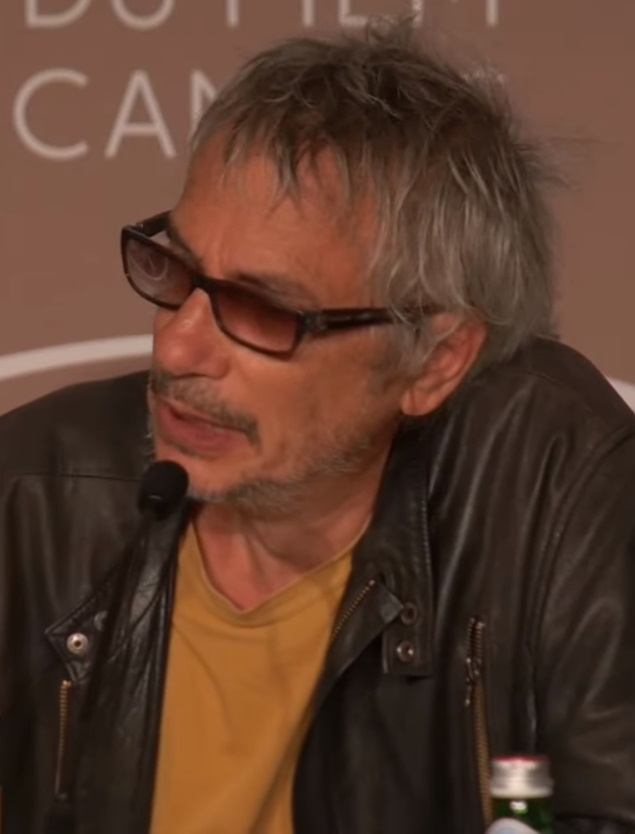
Leos Carax au festival de Cannes, en juillet 2021.

Leos Carax s'attaque ensuite à un projet ambitieux à gros budget, Les Amants du Pont-Neuf, avec sa compagne Juliette Binoche et son acteur fétiche Denis Lavant. À la suite d'un accident, les problèmes se multiplient, le tournage doit s'interrompre à plusieurs reprises. Carax doit l'achèvement de son film au soutien d'un grand nombre de cinéastes français et étrangers et d'une grande partie de la communauté cinéphile et artistique, ainsi qu'à l'appui du ministre de la Culture Jack Lang, ce qui finira par susciter l'intervention du producteur Christian Fechner. En 1991, Les Amants du Pont-Neuf est néanmoins un succès critique, malgré le demi-échec public en France, mais son équipe se sépare et Juliette Binoche le quitte.
Il faut attendre 1999 pour que sorte Pola X, interprété par Guillaume Depardieu, Katerina Golubeva et Catherine Deneuve, mal accueilli par la presse et le public (sélection officielle à Cannes), mais soutenu ardemment par quelques-uns, notamment par le cinéaste Jacques Rivette qui déclare : « Pour moi, le plus beau film français des dix dernières années ». Une version légèrement plus longue diffusée à la télévision sur Arte, en 2002, sous le titre Pierre ou les Ambiguïtés (titre du livre de Herman Melville dont le film est inspiré) reçoit un jugement plus favorable.[réf. nécessaire] Le titre du film fait aussi référence à l'actrice de cinéma muet Pola Negri, Leos Carax ayant pensé renommer le personnage féminin par le prénom Pola.
En décembre 2004, Leos Carax obtient une rétrospective et une carte blanche à la Cinémathèque française où il programme quatorze œuvres, parmi lesquelles : Après nous le déluge de Howard Hawks (1933), Fleurs de papier de Guru Dutt (1959), La Foule de King Vidor (1928), La Petite Lise de Jean Grémillon (1930) et Le Soldat américain de Rainer Werner Fassbinder (1970).
Fin 2007, il réalise au Japon Merde, un des trois segments du long métrage Tokyo! réalisé aussi par Bong Joon-ho et Michel Gondry.

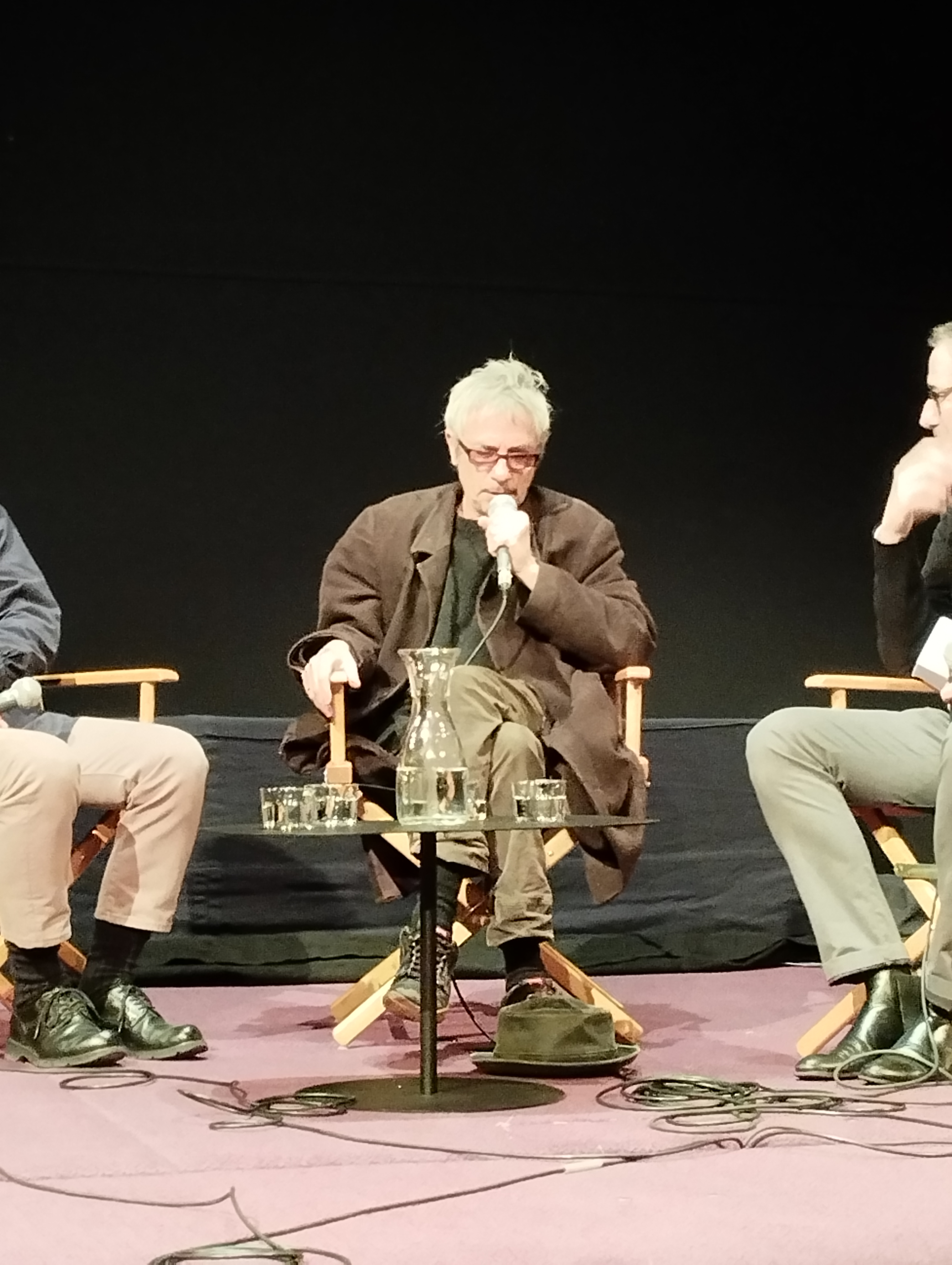
Leos Carax durant sa masterclass à la Cinémathèque française en mars 2023.

En 2012, Leos Carax fait son grand retour, treize ans après son dernier long métrage, avec Holy Motors, toujours interprété par Denis Lavant. Le film présenté en sélection officielle au Festival de Cannes reçoit un accueil globalement très enthousiaste, qui le place quelques jours avant l'annonce du palmarès en favori pour gagner la Palme d'or, malgré quelques réticences sur l'aspect extrêmement novateur du film. Il ne gagne finalement aucun prix du Palmarès officiel, mais il est considéré par de nombreux critiques de cinéma comme l'un des meilleurs films de la sélection cannoise de cette édition. Cette même année, Carax se rend au festival du film de Locarno en Suisse, où il reçoit un Léopard d'or pour l'ensemble de sa carrière et à cette occasion, ses cinq longs métrages sont projetés. Olivier Père, directeur artistique du festival, se déclare « très ému et honoré d'inviter à Locarno l'un des plus grands créateurs du cinéma mondial. Les apparitions Boy Meets Girl et Mauvais Sang demeurent les plus probants manifestes esthétiques des années 80, Les Amants du Pont-Neuf un rêve de cinéma poétique à l'ambition inégalée, tandis que Pola X, d'une beauté, d'une sincérité et d'une ampleur bouleversantes, est sans doute le chef-d'œuvre de Leos Carax. Quant à Holy Motors, il s'agit d'un fulgurant voyage où se mêlent la vie et le cinéma, au gré d'émotions et de visions extraordinaires ». Ce film, dédié à sa compagne décédée Katerina, est notamment porté par leur fille.

En 2014, la Galerie Gradiva à Paris demande au réalisateur de créer quelques minutes de cinéma à propos du Penseur d'Auguste Rodin. Selon le galeriste Thomas Bompard : 

« Carax est le plus grand poète français vivant. Il ne se passe pas un soir où, en traversant la Seine par le pont du Carrousel, je ne pense pas aux plans magiques des Amants du Pont-Neuf. Je lui ai demandé de filmer le Penseur. Et il a pensé que c’était une bonne idée. »

Éclairé par Caroline Champetier — avec qui Carax avait déjà collaboré sur Holy Motors — ce court métrage est projeté en avant-première le soir du vernissage, le 27 mai, à la tombée de la nuit.
Leos Carax prépare en 2017 son sixième long-métrage. Cet opéra rock, intitulé Annette, est son premier film en langue anglaise et met en scène Adam Driver, Marion Cotillard et Simon Helberg. La musique est composée par les Sparks. Le 6 juillet 2021, la projection d'Annette ouvre le Festival de Cannes.
En juin 2023, il termine le tournage de son nouveau film : C'est pas moi ; ce film sort en 2024, mêlant expérimentations visuelles et montages d’anciens films, le tout inscrit dans une trame autobiographique.

## Filmographie

### Réalisateur

#### Courts métrages
- 1980 : Strangulation blues
- 1997 : Sans titre
- 2008 : Tokyo! - segment Merde
- 2014 : Gradiva
- 2024 : C'est pas moi[18]

#### Longs métrages
- 1984 : Boy Meets Girl
- 1986 : Mauvais Sang
- 1991 : Les Amants du Pont-Neuf
- 1999 : Pola X
- 2012 : Holy Motors
- 2021 : Annette

#### Clips
- 2001 : Crystal de New Order (clip non officiel[19])
- 2003 : Quelqu'un m'a dit de Carla Bruni
- 2004 : Tout le monde de Carla Bruni

### Acteur
- 1986 : Mauvais Sang : le voyeur du quartier
- 1987 : King Lear de Jean-Luc Godard : Edgar
- 1988 : Les Ministères de l'art de Philippe Garrel : lui-même
- 1997 : A Casa (The House) de Šarūnas Bartas : l'homme aux livres
- 2004 : Process de C.S. Leigh : un médecin
- 2006 : 977 de Nikolaï Khomeriki : technic
- 2008 : Mister Lonely de Harmony Korine : Renard
- 2008 : Je ne suis pas morte de Jean-Charles Fitoussi : moitié d'archange
- 2012 : Holy Motors : le dormeur
- 2016 : I am Katya Golubeva, documentaire de Natalija Ju : lui-même
- 2021 : Annette : le producteur
- 2024 : Allégorie citadine (court métrage) d'Alice Rohrwacher et JR : Le metteur en scène

## Musique
Leos Carax coécrit avec Carla Bruni les paroles de Quelqu'un m'a dit, chanson éponyme du premier album de la chanteuse (2002).
Sur l'album Hippopotamus des Sparks, il interprète le titre When You're a French Director. Il les rejoint sur scène lors d'un concert à la Gaîté-Lyrique à Paris le 1er octobre 2017.

## Distinctions

### Récompenses
- Festival international du jeune cinéma de Hyères 1981 : grand prix du court-métrage pour Strangulation Blues
- Festival de Cannes 1984 : prix de la jeunesse pour Boy Meets Girl
- Prix Louis-Delluc 1986 pour Mauvais Sang[21]
- Festival international du film de Berlin 1987 : prix Alfred-Bauer pour Mauvais Sang[22]
- Festival de Cannes 2012 : prix de la jeunesse pour Holy Motors
- Festival du film de Locarno 2012 : Léopard d'or pour l'ensemble de son œuvre[14].
- Festival international du film de Catalogne 2012 : Mélies d'argent du meilleur film fantastique et prix du meilleur réalisateur pour Holy Motors
- Festival international du film de Chicago 2012 : Gold Hugo pour Holy Motors
- Festival de Cannes 2021 : prix de la mise en scène pour Annette[23]
- Festival du film de Hambourg 2022 : Prix Douglas Sirk[24]
- César 2022 : César de la meilleure réalisation pour Annette

### Nominations
- 1993 : BAFTA du meilleur film non anglophone
- César 2013 : meilleur film, du meilleur réalisateur et du meilleur scénario original pour Holy Motors
- César 2022 : meilleur film pour Annette

### Vidéographie
- Le film documentaire Mr. X (2014), de Tessa Louise-Salomé est consacré à la carrière du cinéaste, à travers des entretiens de ses différents collaborateurs. Le film a été diffusé au Festival de Sundance.